# مالک بعیو
مالک بعیو (عربی: مالك بعيو؛ زادهٔ ۲۹ آوریل ۱۹۹۹) بازیکن فوتبال اهل تونس است.
از باشگاه‌هایی که در آن بازی کرده‌است می‌توان به باشگاه فوتبال ستاره ساحلی اشاره کرد.
وی همچنین در تیم ملی فوتبال تونس بازی کرده‌است.